# Helina humilis
Helina humilis är en tvåvingeart som först beskrevs av Stein 1920.  Helina humilis ingår i släktet Helina och familjen husflugor. Inga underarter finns listade i Catalogue of Life.